# Daying

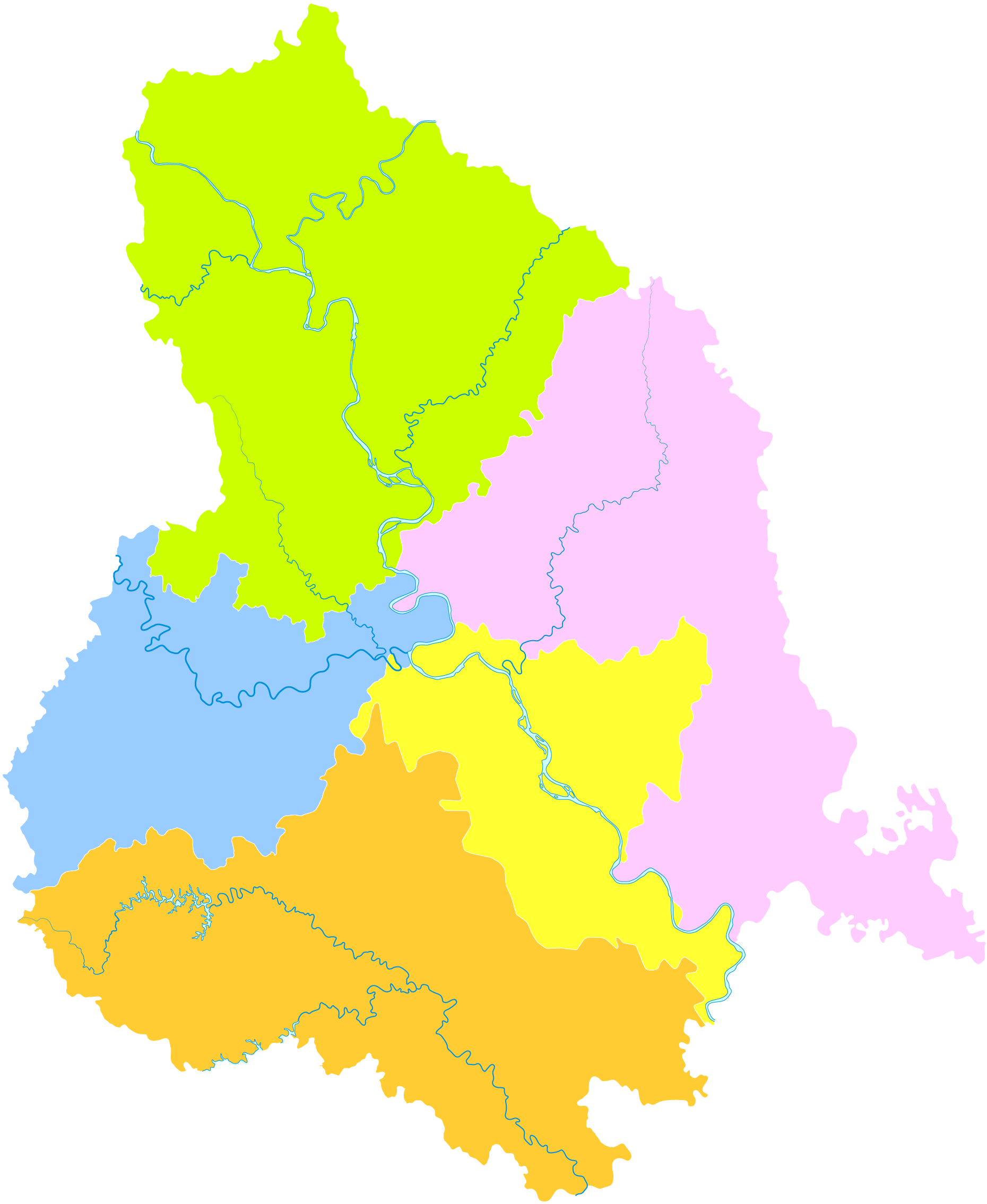
Lage des Kreises Daying im Gebiet der bezirksfreien Stadt Suining

Der Kreis Daying (大英县,  Dàyīng Xiàn) ist ein Kreis der bezirksfreien Stadt Suining in der südwestchinesischen Provinz Sichuan. Er hat eine Fläche von 652,1 km² und zählt 387.299 Einwohner (Stand: Zensus 2020). Sein Hauptort ist die Großgemeinde Penglai (蓬莱镇).